# Paleogenética
A Paleogenética é um ramo das ciências naturais que relaciona a paleontologia e a genética através da análise de material genético preservado em restos de organismos antigos, como fósseis, ossos, cabelos, tecidos, dentes, coprólitos.
Tem como objetivo estudar seres antigos e as relações biológicas entre as populações, como sua movimentação e mistura, utilizando seus caracteres fenotípicos; interações ecológicas interespecíficas, como a domesticação, e comunidades; e ecossistemas.
Dessa forma, a paleogenética também pode ser considerada como um estudo do material genético, nuclear ou mitocondrial, do passado, recuperados de espécimes arqueológicas e paleontológicas. Esse material é conhecido como DNA antigo (aDNA), podendo ser extraído de uma grande variedade de materiais biológicos, de diferentes origens e em diferentes estados de conservação.

## Paleogenética x Paleogenômica
Os radicais genética e genômica, como em várias outras palavras (farmacogenética e farmacogenômica, por exemplo), se distinguem pelo objeto final de estudo. A paleogenética analisa o papel de genes específicos, com funções bem delimitadas e considerando sua importância biológica, enquanto a paleogenômica determina e analisa grandes segmentos de aDNA (milhões de pares de base), variações genéticas como um todo e as suas interações internas, considerando que os genes não atuam isoladamente, mas expressam um resultado uniforme. Um objetivo, mais específico da paleogenética, é estudar as relações biológicas entre populações humanas já extintas, a partir de seus tecidos mineralizados, em busca de informações a respeito de sua variabilidade genética.

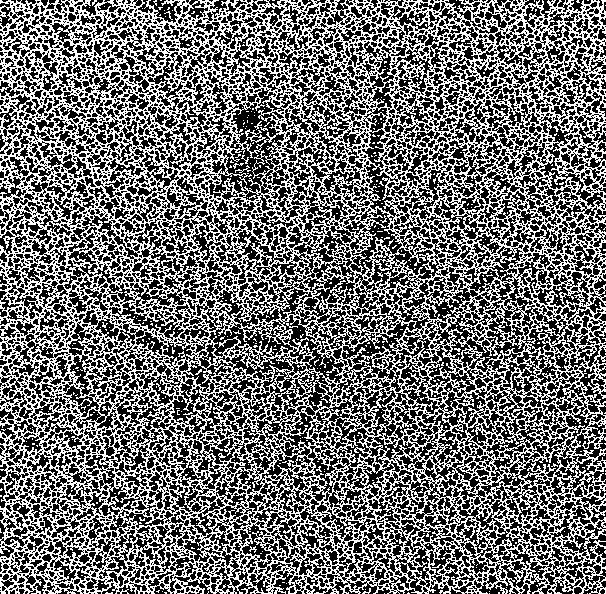
Um aDNA de 4.000 anos, extraído do fígado de um padre egípcio

## DNA antigo (aDNA)
O termo DNA antigo (aDNA) começou a ser utilizado, inicialmente, para fazer referência a fragmentos de DNA encontrados em materiais biológicos preservados ou fossilizados como ossos, dentes, tecidos, cabelos e coprólitos, insetos em âmbar, sementes, material de herbários e de permafrost. De forma mais geral, o termo também se refere a vestígios de DNA proveniente de um organismo morto ou de suas  partes. Sua recuperação em amostras arqueológicas têm se mostrado de grande importância para a investigação das populações do passado, no entanto apresenta muitas limitações inerentes a sua recuperação e manuseio (primeiros estudos realizados passaram por processo de contaminação dos materiais coletados durante os processos de detecção, uma consequência de metodologias que ainda não aplicavam critérios de autenticidade, passos importantes para a integridade desse material genético, desde a coleta até aplicação de outros métodos para detecção).

## Histórico e pesquisas
A recuperação de biomoléculas e registro de resíduos das mesmas em um primeiro momento, se deu exclusivamente por proteínas, a partir de diferentes registros arqueológicos: fósseis, como ossos, conchas e instrumentos de pedra.

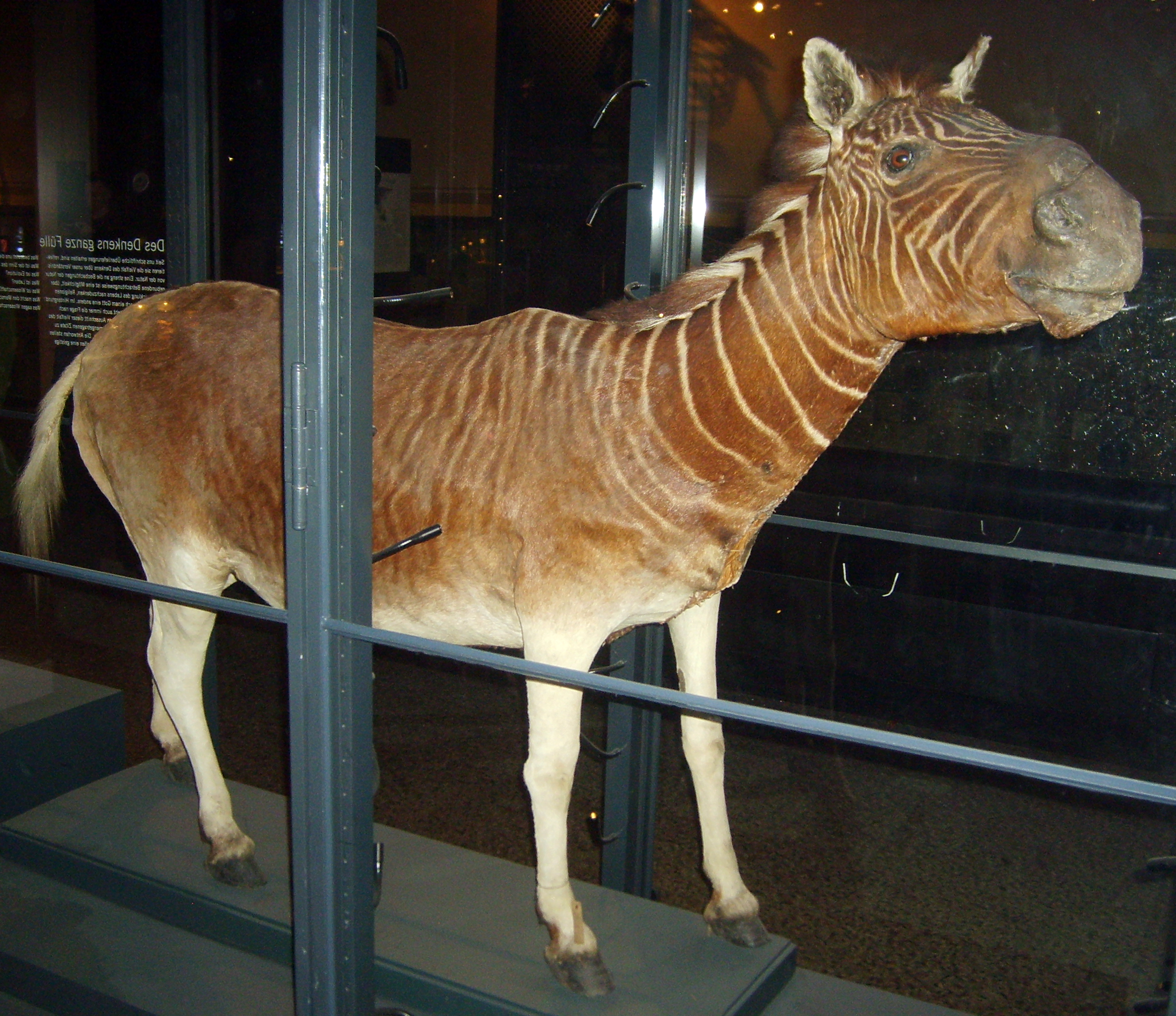
A pele do Museu de História Natural de Berlim que teve seu DNA analisado

Os primeiros estudos e trabalhos realizados com o objetivo de coletar material genético, analisando cadeias de DNA em materiais arqueológicos, foi efetuado para a identificação de proximidades filogenéticas de zebras-da-planície (Equus quagga) e cavalos (Equus ferus). Esse primeiro experimento demonstrou o sucesso das extrações de sequências repetitivas de DNA, sendo seguido de extração em um  múmia egípcia de 2.400 anos de idade, experimento que demonstrou que o DNA poderia ser preservado e que, tanto o  DNAmt, quanto o  nuclear era passível de uso em amostras arqueológicas.
Com o passar dos anos mais estudos e trabalhos foram surgindo e se aprimorando, no entanto pode-se notar que os trabalhos pioneiros na área são de grupos espanhois e estadunidenses. Fora dos núcleos europeus e americanos, poucas universidades possuem grupos de pesquisa em paleogenética.

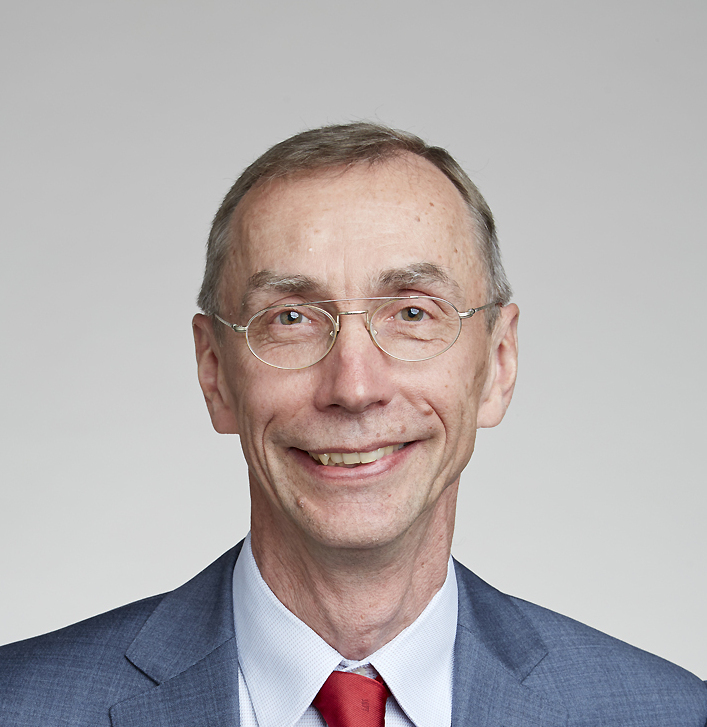
Svante Pääbo, que recebeu Nobel de Medicina

Em 2007, foi realizada a  primeira coleta de materiais arqueológicos dentro dos padrões necessários para a pesquisa com aDNA, e assim iniciou-se a denominação de “coleta paleogenética”. A metodologia foi sendo aprimorada para que se limitasse a deterioração dos materiais genéticos coletados e sua contaminação com DNA moderno.
Em 2022, Svante Pääbo,  paleogeneticista sueco de 67 anos,  foi o vencedor do Prêmio Nobel de Medicina, após sequenciar o genoma do Neandertal e descobrir que houve uma transferência de genes entre Neandertais, atualmente extintos, e o Homo sapiens.

### Brasil como área de estudo

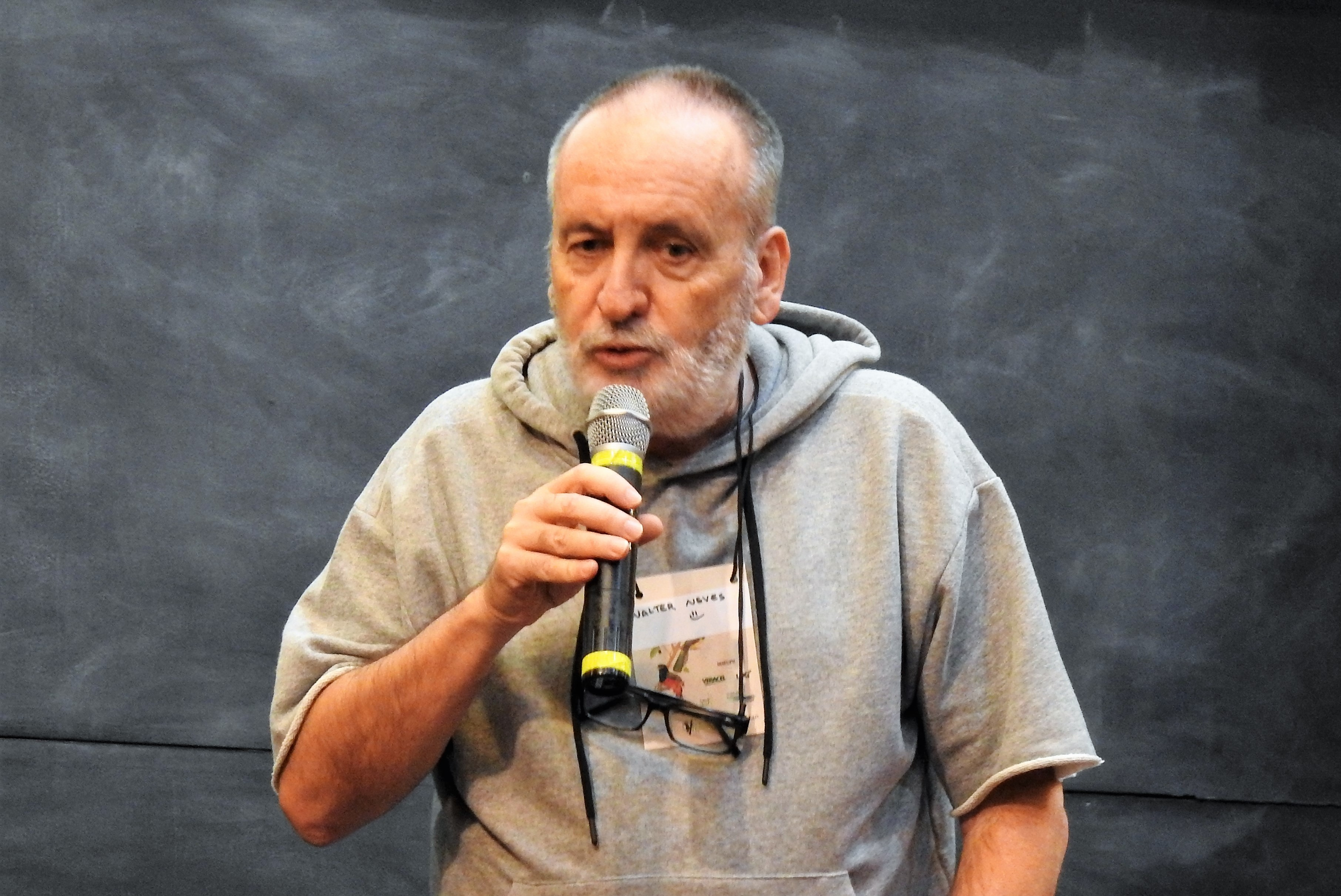
Walter Neves, pesquisador pioneiro da Paleogenética no Brasil

Desde o final do século XX, começou a se desenvolver um interesse por estudos dos caracteres fenotípicos que levassem a maior compreensão das relações biológicas humanas dentro de populações, além da relação entre diferentes grupos. No Brasil,  os primeiros estudos paleogenéticos, acompanhados das análises de aDNA e a escrita do primeiro artigo ligado ao tema, são relacionados ao Laboratório de Paleogenética da Universidade Federal do Pará (UFPA) em 1996. O trabalho realizado por Walter Neves, o qual representa uma das atuações da Paleogenética, tem como base análises do litoral sul do Brasil (Paraná e Santa Catarina). O objetivo de seu trabalho era analisar as relações biológicas intergrupais, identificando as populações que ocupavam essas regiões e suas culturas, além de analisar suas regras matrimoniais e comportamentos residenciais, ou seja, sua organização social.

## Áreas de estudo
Para seres antigos, a sequenciamento do DNA traz a capacidade de relacionar espécies extintas com espécies existentes através de filogenias moleculares, como por exemplo os lobos marsupiais australianos, os moas da Nova Zelândia, as preguiças terrestres americanas e os gansos endêmicos do Havaí, além de outras espécies animais extintas para as quais isso foi feito. Além disso, também é possível a determinação do sexo de organismos, utilizando a sequenciamento. Um estudo realizado com os moas, usando sequências de DNA nuclear,  revelou que várias formas desse animal, anteriormente consideradas espécies diferentes com base na sua morfologia eram, na verdade, aves machos e fêmeas da mesma espécie.

### Filogenia
Para seres antigos, a sequenciamento do DNA traz a capacidade de relacionar espécies extintas com espécies existentes através de filogenias moleculares, como por exemplo os lobos marsupiais australianos, os moas da Nova Zelândia, as preguiças terrestres americanas e os gansos endêmicos do Havaí, além de outras espécies animais extintas para as quais isso foi feito. Além disso, também é possível a determinação do sexo de organismos, utilizando a sequenciamento. Um estudo realizado com os moas, usando sequências de DNA nuclear,  revelou que várias formas desse animal, anteriormente consideradas espécies diferentes com base na sua morfologia eram, na verdade, aves machos e fêmeas da mesma espécie.

### Dinâmica populacional
Acompanhar as mudanças na população ao longo do tempo se faz possível a partir da preservação de muitos indivíduos de uma única localidade, além de ser possível utilizar esses conhecimentos para o entendimento de demográficas populacionais. A paleogenética também pode ser uma ferramenta  para análises do genoma mitocondrial, estabelecendo relações familiares, também sendo possível entender misturas entre diferentes espécies hominídeas.

### Hábitos e dieta
Animais extintos e existentes são frequentemente difíceis de encontrar ou de abordagem para remover amostras de tecido; no entanto, todos os animais deixam para trás restos fecais que podem ser recolhidos na natureza e são frequentemente encontrados no registro fóssil. Desde que foi demonstrado que os excrementos contêm DNA tanto do defecador, quanto do material ingerido, a amostragem de fezes foi estabelecida como uma técnica para obter amostras não invasivas. Coprólitos, isto é, fezes encontradas em escavações arqueológicas e paleontológicas, podem ser usados de forma semelhante para análises de DNA.

### Busca e análise de formas parasitárias em material arqueológico
Avaliar e descobrir a presença de parasitoses em populações antigas é o principal objetivo da Paleoparasitologia. Essa área de estudo permite realizar análises genéticas (filogenética e a genotipagem) do parasita, que pode ser bactéria, protozoário ou micro-parasita, causadores de doenças em humanos ou animais, assim como abrenge pesquisas sobre a natureza do hospedeiro, relações de parentesco, o sexo, dieta, dados ecológicos, flora intestinal, vestígios de hábitos e costumes.
É uma área em expansão e de extrema importância, visto que o estudo de doenças e condições patológicas antigas podem contribuir para o entendimento de doenças e tratamentos modernos, além de proporcionar o estudo de antigos genomas patogênicos. Assim, podem ser realizados alertas sobre enfermidades emergentes ou reemergentes e desenvolvimento de ações para o combate aos parasitas.
Contribuindo, em todo o mundo, para a compreensão da origem, introdução e dispersão dos parasitos, além de seu mecanismo de resistência e sua interação com o hospedeiro, os estudos paleoparasitológicos em populações ancestrais permitem entender o comportamento e a distribuição de zoonoses e dispersão das infecções através do tempo em diferentes locais e populações. Graças a esses estudos, foi possível uma melhor compreensão da história das epidemias da peste e da tuberculose.
Os primeiros estudos da área foram realizados pelo Ruffer, em 1910, em que foram encontrados no tecido renal de múmias egípcias de 1.250 a 1.110 a.C., Schistosoma haematobium, e o de Szidat, em 1944, em corpos bem preservados da Prússia, foram descritos Trichuris trichiura e Ascaris lumbricoides.

#### Tuberculose
No ano de 1993, foi iniciado o primeiro trabalho publicado na área da paleomicrobiologia, em que a detecção de aDNA de micobactérias do  complexo Mycobacterium tuberculosis (MTC) em remanescentes esqueletais. Esses estudos, abriram portas para que fosse encontrado em diferentes populações humanas e períodos, infecções pelos membros do complexo Mycobacterium tuberculosis.
O questionamento que a comunidade científica enfrenta é acerca da tuberculose no passado, pois antes da chegada de colonizadores europeus já havia a presença da doença no continente americano. Em populações pré-colombianas do Peru, Chile e Venezuela já havia registros paleopatológicos sugestivos de tuberculose. Porém, só foi possível ter uma confirmação da presença de bactérias em 1994, quando possível recuperar aDNA de MTC em múmias datadas de 1.000 a 1.300 d.C, provenientes do sítio Chiribaya Alta, Peru, indicando que os colonizadores europeus não teriam sido os responsáveis por introduzir o MTC nos povos nativos do continente americano.

#### Parasitos intestinais
Os estudos, com material arqueológico no Brasil, tiveram início no final da década de 70, com a descrição a presença de ovos de parasitas de ancilostomídeos e T. trichiura em coprólitos humanos, encontrados no  sítio Gruta do Gentio II, em Minas Gerais e datados do período pré-Colombiano.
Quase todos os parasitas humanos conhecidos foram identificados em coprólitos. Os nemátodos Enterobius vermicularis e Trichuris trichiura são considerados "parasitas ancestrais", tendo coevoluído com o hospedeiro humano. Sugere-se que E. vermicularis tenha acompanhado as migrações humanas e chegado ao continente americano através da passagem pelo Estreito de Bering durante a última glaciação. Outras rotas migratórias humanas foram propostas ao analisar a infecção por parasitas intestinais em populações antigas do Novo Mundo. Em sítios pré-Colombianos nas Américas, a presença de ancilostomídeos, T. trichiura e Strongyloides stercoralis em coprólitos humanos,  não pode ser facilmente explicada pelas migrações pelo Estreito de Bering, uma vez que esses parasitas não conseguem completar seu ciclo de vida na ausência de  condições ideais de umidade e temperatura (condições não compatíveis com a região Beríngia). Dessa forma, apenas em circunstâncias extraordinárias e com uma velocidade de deslocamento significativa, seria possível a introdução desses parasitas nas Américas, tendo como base as modelagens paleoclimáticas e dados paleoparasitológicos, utilizando os ancilostomídeos como modelo.
Mesmo que a domesticação de suínos, no Velho Mundo, possa ter ocorrido provavelmente há 7.000 anos atrás, ainda existem controvérsias devido ao achado, de pelo menos 30.000 AP, de infecções de humanos por Ascaris sp, sendo esta descoberta considerada a mais antiga. Em todos os outros continentes, Velho e Novo Mundo, já se haviam grandes distribuições do parasito T. trichirua. Em 2003, foi recuperado o aDNA de E. vermicularis em  coprólitos de humanos em populações pré-colombianas das Américas. Em 2008, utilizou-se técnicas de diagnóstico molecular em paleoparasitologia para identificar a presença de Ascaris sp. em coprólitos humanos da América do Sul, o que permitiu criar uma nova perspectiva sobre a distribuição passada desse parasita no continente.
Em populações do período colonial no Brasil foram encontrados poucos estudos que demonstraram a presença de parasitos intestinais. Investigações posteriores mostraram resultados que apontavam haver a presença de infecções por Trichuris trichiura e Trichostrongylidae através da microscopia de luz em sítios arqueológicos de Minas Gerais e em sítios arqueológicos do Rio de Janeiro à presença de aDNA de Ascaris sp e Trichuris trichiura.

#### Peste
A peste é amplamente estudada na área da paleogenética para compreender a origem da doença, que vai além da determinação de genótipos da bactéria Yersinia pestis, agente etiológico da peste. Os primeiros registros de sua ocorrência foram em material arqueológico de esqueletos humanos dos dois períodos das epidemias, de 1590 e 1722. Estudando o aDNA da bactéria foi possível concluir que a biovariedade causadora das epidemias europeias foi a Orientalis, hoje mundialmente distribuída.
A reconstrução do genoma de Y. pestis de vítimas da peste em Londres, Inglaterra, entre os anos de 1348-1350, teve uma importância significativa para melhor entendimento das epidemias. Concluíram que a cepa analisada é ancestral em comparação à maioria das cepas existentes associadas com infecção humana, sendo assim, as estimativas temporais sugerem que a epidemia da peste negra de 1347-1351 foi principal responsável pela dispersão generalizada de todas as cepas de Y. pestis atualmente circulantes. Além disso, a pesquisa concluiu que durante a epidemia de 1347-1351, sua maior letalidade não foi devido ao genótipo bacteriano, visto que arranjos genéticos exclusivos não foram observados, portanto sugerem que para as análises epidemiológicas de Y. pestis é necessário o estudo e análise de fatores como o ambiente, vetor e hospedeiro.

## Desafios
O estudo utilizado para a análise de fósseis deve ser realizado com cuidado para que o material não seja danificado, sempre empregando o uso de EPIs. As amostras não podem ser tocadas por mãos nuas, apenas cobertas por luvas, além do uso de máscara para evitar a contaminação, resultando na diminuição do valor paleogenético. O estudo em si já é capaz de danificar as peças, por isso que o cuidado ativo é importante, pois todo e qualquer erro pode resultar na inutilização do material.
Trabalhos com amostras paleontológicas, por lidar com  restos orgânicos, sofrem um enorme processo de degradação natural e, por tanto, os procedimentos atuais para a recuperação de cadeias de DNA antigo e a realização de comparações acabam por enfrentar os seguintes desafios: a recuperação de DNA autenticamente antigo, livre de DNA exógeno contemporâneo (normalmente há contaminação do aDNA durante a manipulação no processo de escavação, de limpeza e de acondicionamento, sendo a mais frequente em laboratório, durante a análise molecular), danos moleculares no aDNA recuperado, tanto no sítio arqueológico como e museus e acervo e, por fim, a presença de inibidores dos compostos moleculares derivados dos solos ou de processos bioquímicos degradantes.
Quando levados ao laboratório, a cada experimento é necessário fazer um controle negativo da extração de DNA e a amplificação por PCR. A contaminação do procedimento, dos reagentes utilizados e/ou das instalações do laboratório é detectada através do controle negativo. Caso haja a presença de uma contaminação, é necessário fazer a esterilização química e física, além de desprezar os reagentes, realinhando o trabalho. Os primers e/ou capelas de PCR detectaram a contaminação através dos controles da PCR.
A deterioração mais frequente do DNA em remanescentes orgânicos  é sua fragmentação em pequenos pedaços. Esse processo de degradação pós-morte ocorre principalmente devido à atividade enzimática microbiana, cisalhamento mecânico e reações químicas.
A deterioração química pode ser desencadeada por processos hidrolíticos e oxidativos, nos quais ocorrem desaminação e depurinação, além dos efeitos da radiação sobre o material. Além disso, o DNA antigo pode ser danificado por bactérias, fungos e insetos. Vários estudos indicam que esses danos podem resultar em: (i) quebra da dupla hélice do DNA, (ii) presença de sítios sem nucleotídeos, (iii) ligação do DNA antigo a proteínas, e (iv) incorporação de bases incorretas, resultando em artefatos tanto no sequenciamento quanto na amplificação do DNA contaminante.

A taxa de degradação é dependente das condições ambientais na qual a espécime está submetida. A possibilidade de preservação dos componentes biomoleculares varia significativamente de acordo com a estrutura molecular, o ambiente de deposição e a história diagenética de cada material. O DNA mais antigo obtido até o momento foi recuperado de um molar de mamute preservado em permafrost, datado entre 1,2-1,1 My.